# Combate de Top Malo House
El combate de Top Malo House fue un enfrentamiento menor de la guerra de las Malvinas librado el 31 de mayo de 1982 en una casa erigida a la vera del arroyo Malo. Una patrulla de comandos argentinos se instaló en la casa para refugiarse del frío. La presencia de estos efectivos fue detectada por el ejército británico, el cual envió un grupo especial que destruyó la casa y capturó a los argentinos.

## Preludio
El 29 de mayo de 1982 la 1.ª Sección de la Compañía de Comandos 602 bajo el mando del capitán José Arnobio Vercesi tendría a cargo la ejecución de una misión de exploración para lo cual deberían ser infiltrados por medio de helicópteros Bell UH-1H en la zona del Monte Simón. La sección debía recabar información de la presencia y actividad enemiga, teniendo previsto que su recuperación se realizaría tres días después. Los integrantes de la patrulla fueron: el mismo Vercesi, los Tenientes Primero Juan José Gatti, Luis Alberto Brun y Horacio Losito, los Tenientes Ernesto Espinosa y Daniel Martínez, los Sargentos Primero Mateo Sbert, Humberto Omar Medina, Miguel Angel Castillo, Faustino Pedrozo y Juan Carlos Helguero, el Sargento Carlos Bruno Delgadillo y el Cabo Raúl Valdivieso. Al llegar a la cima del monte se instaló un puesto de observación. Desde allí, se avistaron varios helicópteros británicos en Teal Inlet. Por fallas de la radio, la misión de comunicar la información fracasó, y Vercesi resolvió marcha a Fitz Roy. 
El 30 de mayo la 1.ª Sección se desplazó a Top Malo House sufriendo frío y precipitación en la intemperie. La misión de informar había fracasado. Los militares argentinos pernoctaron en la casa para evitar la muerte por congelamiento. El Royal Marines Corps detectó la presencia argentina y despachó una sección del Cuadro de Guerra de Montaña y Ártico.

## Combate
Una sección de 19 comandos británicos del Cuadro de Guerra de Montaña y Ártico al mando del capitán Rod Boswell arribó a Top Malo House durante la mañana del 31 de mayo de 1982. Los comandos argentinos principiaron a prepararse para abandonar la casa tras escuchar el sonido del helicóptero. Siete británicos se posicionaron lejos de la casa como apoyo, mientras que Boswell conformaba el grupo de asalto con otros doce efectivos.
El teniente argentino Ernesto Espinosa en el segundo piso detectó los enemigos y avisó a sus compañeros. La sección británica inició el ataque disparando contra el edificio con Carl Gustav M2, lanzacohetes M72 LAW, lanzagranadas M79 y fusiles M16. Los comandos argentinos comenzaron inmediatamente a escapar de la casa y contestar disparando. Los cohetes y granadas incendiaron la casa. Un disparo certero de M79 mató instantáneamente a Espinosa. Los argentinos corrieron a una zanja cercana al arroyo Mullow y desde allí resistieron el ataque. Luego murió el sargento primero Mateo Sbert por la explosión de una granada.
El capitán José Vercesi ordenó la rendición con la certeza de la imposibilidad de continuar resistiendo.Durante la rendición, varios comandos británicos siguieron disparando y el sargento Medina resultó gravemente herido al igual que el cabo Valdivieso que recibió un disparo.
Según la versión argentina, la sección británica sufrió dos muertos y ocho heridos. Los sobrevivientes argentinos también informaron haber visto a dos soldados británicos desmoronándose y llorando sobre dos cuerpos de compañeros gravemente heridos, que claramente eran dos casos de shock del combate y que ya no serían de ninguna utilidad para futuras operaciones del capitán Boswell.

## Consecuencias
La resistencia argentina duró 45 minutos, lapso en el que murieron dos argentinos y fueron heridos otros seis comandos. De acuerdo a los británicos, ellos sufrieron cuatro heridos.
Los británicos curaron a los argentinos heridos vigilando a punta de fusil a los ilesos.
Después de atender a los heridos, el consejo del capitán Boswell a uno de los prisioneros argentinos fue «Nunca en una casa», quizas olvidando que los marines reales habían hecho lo mismo el 2 de abril, refugiándose adentro la Casa de Gobernador durante la Operación Rosario en vez de dispersarse hacia el interior, en Bahía Campamento en la costa norte de Puerto Louis como habían sido sus órdenes concretas.
Los argentinos afirman que la Compañía de Comandos 602 distrajo a gran parte de las fuerzas especiales británicas que operaban adelante de la Brigada de Comandos 3  el tiempo suficiente para permitir que el teniente 1° Darío Horacio Blanco y su pelotón de zapadores del Batallón de Ingenieros de Combate 601 volaran parte del puente de Bluff Cove y Fitzroy sin ser molestados el 2 de junio con trágicas consecuencias para la Guardia Galesa que se vio obligada a permanecer en el buque logístico de desembarco RFA Sir Galahad el 8 de junio después de encontrar cortada su ruta de avance terrestre.
El jefe de la patrulla argentina cometió un grave error al no abandonar la Granja Top Malo más  temprano. El capitán Rod Boswell también cometió un grave error al atacar el puesto argentino adelantado a plena luz del día. El sargento Mike Mclean lo confirma al decir: "Era algo que no se debía hacer" en una entrevista reciente con 'Falklands Radio'.Desafortunadamente para el M&AWC, los comandos argentinos estaban armados con Uranio Empobrecido en la forma de munición perforante para atravesar los chalecos antibalas que sospechaba serían utilizados por las fuerzas especiales británicas. Lamentablemente, Steve Grove, quien participó en esta batalla como francotirador y resultó herido al inicio del combate, falleció recientemente a causa de una cáncer, y Chris Stone, quien participó en el asalto final y recibió un disparo en el pecho, se encuentra actualmente gravemente enfermo y luchando por su vida. Un estudio de 2018 informa que "la cantidad de veteranos de la Guerra del Golfo que desarrollaron el Síndrome de la guerra del Golfo después de la exposición al uranio empobrecido ha aumentado a aproximadamente un tercio de las 800.000 fuerzas estadounidenses desplegadas", y 25.000 de ellos han tenido una muerte prematura.